# 小行星9067
小行星9067（英語：9067 Katsuno）是一颗围绕太阳公转的小行星。1993年4月16日，圓舘金、渡邊和郎在北见发现了此天体。
这颗小行星的绝对星等为295.82953等。